# Abendago jezik
Abendago jezik (pass valley yali, sjeverni ngalik, pass valley, zapadni yali, yaly; ISO 639-3: yac), zapadnotransnovogvinejski jezik podskupine ngalik kojim govori 5 000 ljudi (1988 SIL) na indonezijskom dijelu Nove Gvineje.
Etnička grupa zove se Yali. Ima tri dijalekta: pass valley, landikma i apahapsili.

## Vanjske poveznice
- Ethnologue (14th)
- Ethnologue (15th)
- Yali, Pass Valley  Arhivirana inačica izvorne stranice od 20. lipnja 2010. (Wayback Machine)